# Лібетеніт
Лібетені́т — рідкісний мінерал, гідроксилфосфат міді острівної будови, групи олівеніту. Вперше знайдений в 1823 році (J.F.A.Breithaupt) біля словацького міста Люб'єтова. Назва мінералу походить від німецького варіанта назви цього населеного пункту — Лібетен (Libethen).

## Опис
Хімічна формула: Cu2[PO4] (OH). Містить (%): CuO — 65,89; P2O5 — 28,61; H2O — 5,5.
Сингонія ромбічна. Зустрічається переважно у вигляді короткопризматичних пластинчастих або псевдооктаедричних кристалів у друзах, рідше — у вигляді сферолітів.
Густина 3,7-3,9. Молекулярна маса 239.07.
Твердість 4. Крихкий. Спайність недосконала {100} і {010}.
Блиск на гранях кристалів скляний, на поверхні зламу до помірно масного. Зазвичай лібетеніт забарвлений у різні відтінки зеленого (світлі, темні до чорного, оливкові), рідше він має блакитно-зелений колір, що переходить в світло-зелений.
Розчиняється у кислотах і аміаці. Під паяльною трубкою сплавляється в чорну кристалічну кулю.

## Родовища
Розповсюджений в зонах окиснення родовищ міді разом з вторинними карбонатами міді в районі Кітве-Нкана (Замбія), в Португалії, Конго, Чилі, Англії (Корнволл), Словаччині (Банська Бистриця). Зустрічається разом з малахітом, азуритом, атакамітом, псевдомалахітом, лімонітом, піроморфітом.

## Галерея

Лібетеніт з родовищ
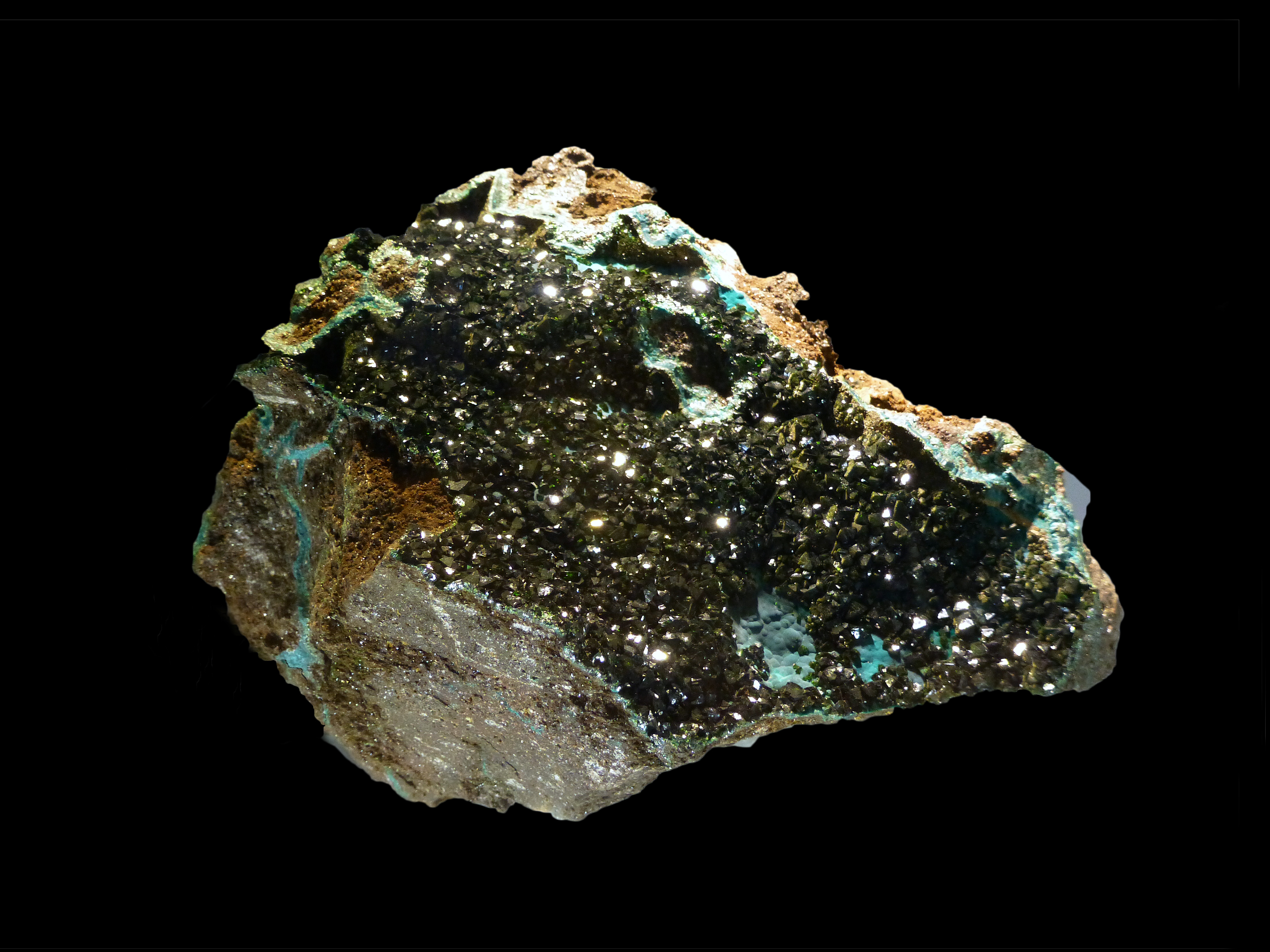
Конго
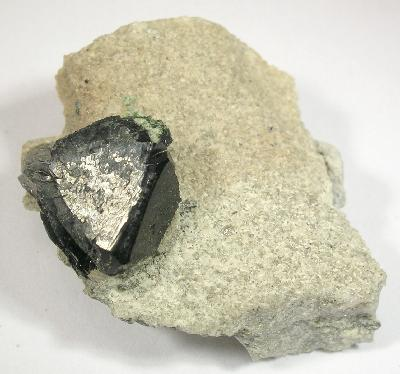
Замбії
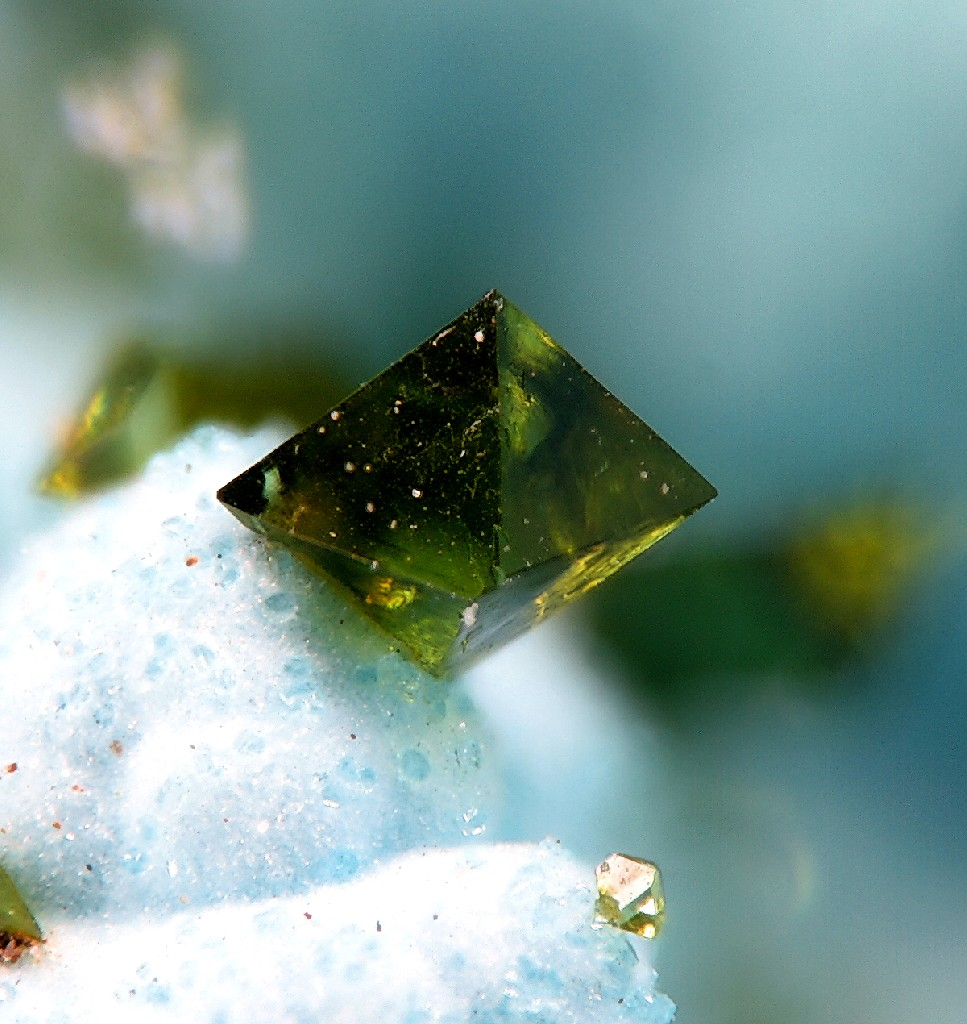
Португалії
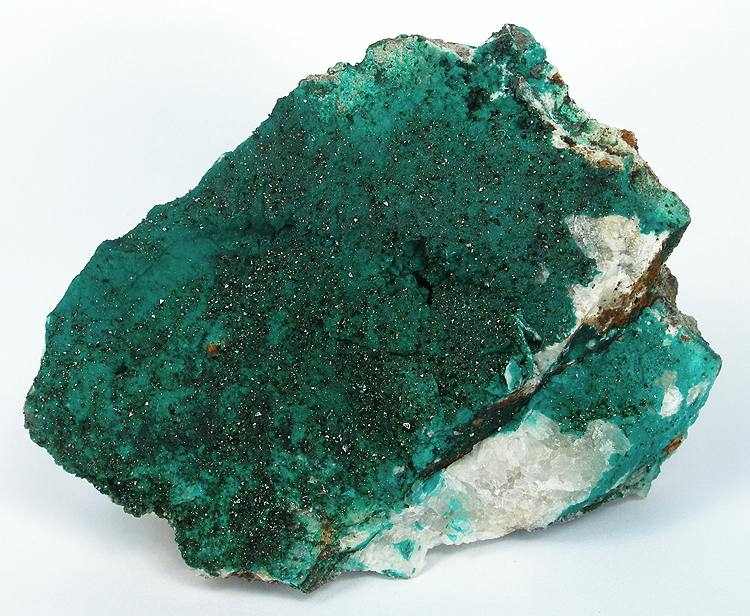
Словаччини
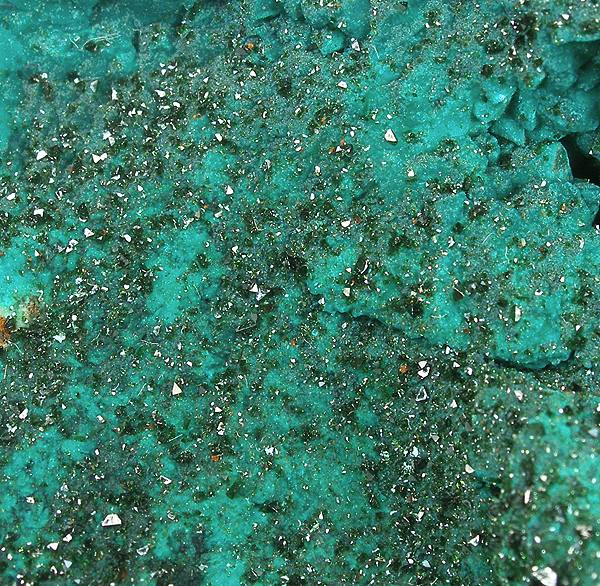
Зблизька
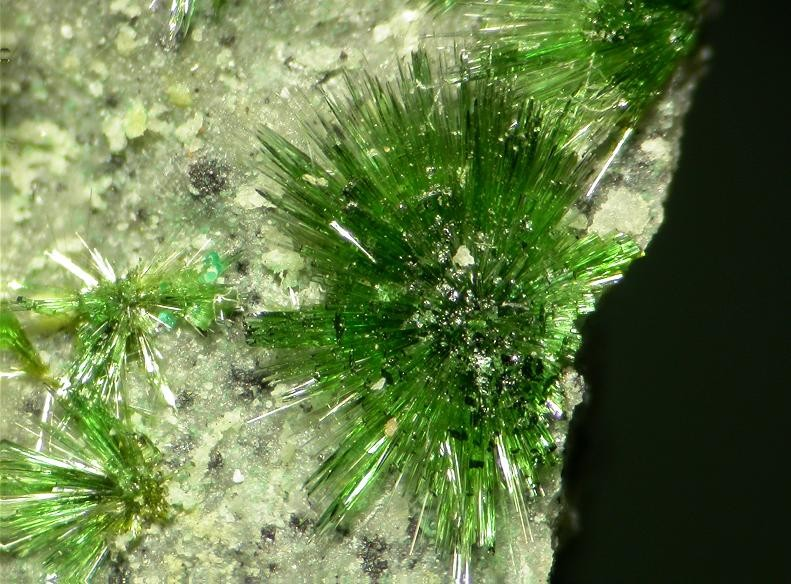
Чилі